# فيل ماغواير (لاعب هوكي الحقل)
فيل ماغواير (بالإنجليزية: Phil McGuire)‏ هو لاعب هوكي الحقل بريطاني، ولد في 25 أغسطس 1970.

## وصلات خارجية
- فيل ماغواير على موقع أوليمبيديا (الإنجليزية)